# Castell de Lucera
El castell de Lucera és un castell dels Hohenstaufen situat al municipi de Lucera, a la província de Foggia, al sud d'Itàlia, que data del segle xiii. Actualment només en queden restes del castell i les seves muralles.

## Història
La construcció del castell va ser encarregada per Frederic II, emperador del Sacre Germànic arran de la seva decisió de deportar els rebels sarraïns de Sicília a la ciutat de Lucera, intentant així pacificar la situació a l'illa.
El castell va ser construït l'any 1233 sobre els fonaments d'una catedral romànica i les muralles van ser afegides més tard (entre 1269 i 1283) per Carles I d'Anjou. Aquest afegit era necessari per la diferència d'ús que volia fer-ne: de palau a castell fortificat i guarnició militar permanent.
El material de construcció es va adquirir principalment a partir de restes d'edificacions romanes encara presents a la zona. El castell, de fet, es troba al mateix lloc de l'acròpoli de l'antiga ciutat romana.
El conjunt va ser molt danyat per un terratrèmol que va assolar la zona l'any 1456, i va ser enderrocat gairebé completament al segle xviii per utilitzar el material resultant per a la construcció de la cort.
Això va acabar al segle xix, quan es van iniciar les primeres obres de restauració.

## Estructura

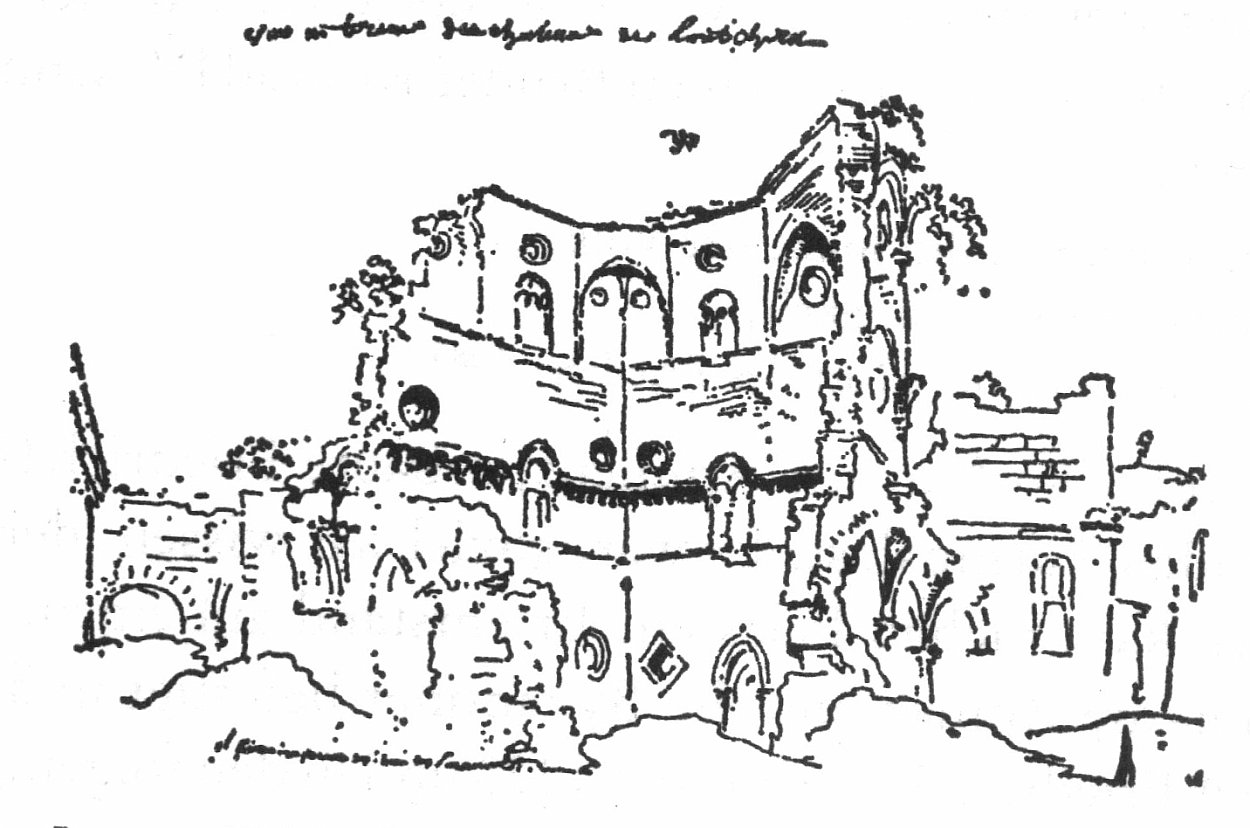
1778 Il·lustració alemanya d'una ruïna al castell

La base troncopiramidal quadrada, encara visible, prové del seguiment de projectes francesos. Dins d'aquesta torre es trobava el castell de Hohenstaufen, del qual només queden fragments soterrats, un conjunt exterior que s'alçava tres pisos. El castell es va construir al voltant d'un pati central quadrat. El pati del tercer pis presentava, en canvi, una forma octogonal, característiques que s'assemblen molt a l'estructura més famosa construïda per Frederic II a la zona: Castel del Monte.
El castell fet pels de Suabia tenia una entrada normal a peu de carrer. La base francesa circumdant no té accés al nivell del carrer, per la qual cosa es va plantejar la qüestió de com era possible accedir-hi. S'ha suposat que l'entrada va ser possible per la presència d'escales abatudes des de dalt, mentre que la hipòtesi més evocadora (avalada pel descobriment de túnels prop del castell) suggereix l'accés des d'una entrada subterrània. L'absència de portada, però, és significativa de la importància estratègica del castell, que d'aquesta manera era més difícil de conquerir. Una cisterna circular de 14 metres de profunditat situada sota el pati garantia l'aigua al castell.
El mur irregular que envolta tot el turó sobre el qual s'aixeca el castell té una llargada de 900 metres, i també consta de 13 torres quadrades, dos baluards pentagonals, 7 contraforts i dues torres cilíndriques cantoneres. Aquests darrers -amb un tram regular de gran precisió- formaven amb certesa part del projecte de Frederic per a Lucera. Fins i tot l'accés a aquestes muralles -amb el pont sobre la gran excavació- recorda els castells suabis de la pàtria de l'emperador, com el castell de Wildenstein, que té una entrada semblant.